# Автоматизоване робоче місце
Автоматизо́ване робо́че мі́сце (АРМ) — індивідуальний комплекс технічних і програмних засобів, що призначений для автоматизації професійної праці фахівця і забезпечує підготовку, редагування, пошук і видачу на екран і друк необхідних йому документів і даних.
Автоматизоване робоче місце забезпечує робітника всіма засобами, необхідними для виконання певних функцій.

## Поняття АРМ

### Засоби АРМ
АРМ об'єднує програмно-апаратні засоби, що забезпечують взаємодію людини з комп'ютером, надає можливість введення інформації (через клавіатуру, комп'ютерну мишку, сканер тощо) та її виведення на екран монітора, принтер, плотер, звукову плату — динаміки або інші пристрої виведення.
АРМ оператора входить до складу автоматизованої системи керування.
АРМ у системі управління — це проблемно орієнтований комплекс технічних, програмних, лінгвістичних засобів, установлений безпосередньо на робочому місці користувача, що використовується для автоматизації операцій взаємодії користувача з комп'ютером у процесі проєктування та реалізації завдань.

### Призначення АРМ
АРМ спрямоване на:
- вирішення певного класу завдань, об'єднаних загальною технологією обробки інформації, єдністю режимів роботи й експлуатації, що характерно для фахівців економічних служб;
- формалізацію професійних знань, тобто можливість надання за допомогою АРМ самостійно автоматизувати нові функції і вирішувати нові завдання в процесі накопичення досвіду роботи з системою;
- модульна побудова, що забезпечує сполучення АРМ з іншими елементами системи обробки інформації, а також модифікацію і нарощування можливостей АРМ без переривання його функціонування;
- ергономічність, тобто створення для користувача комфортних умов праці і дружнього інтерфейсу спілкування з системою.

## Класифікація АРМ

### За рівнем управління
- АРМ вищих керівників — директора, його заступників, головного бухгалтера, а також керівників середнього та нижчого рівнів управління;
- АРМ спеціалістів — АРМ інспекторів, бухгалтерів, економістів; нормувальників, диспетчерів, інженерів та ін.
- АРМ технічних виконавців — бригадирів, майстрів, секретарів тощо.

### За рівнем формою організації праці працівників на персональних комп'ютерах
- Індивідуальні АРМ
- Колективні АРМ

### За рівнем використанняПК
- АРМ нижчого рівня
- АРМ середнього рівня
- АРМ вищого рівня

### За ступенем підготовленості користувача
- користувачі, що володіють програмуванням;
- користувачі, що одержали спеціальну підготовку з використовування інструментальних засобів АРМ і освоїли роботу на конкретному ПК;
- користувачі, що не одержали спеціальних знань, але мають певні навички роботи на конкретному ПК;
- користувачі, що не мають знань у області ПК і не уміють на них працювати.

### За видами вирішуваних завдань
- для вирішення інформаційно-обчислювальних задач;
- для вирішення задач підготовки і введення даних;
- для вирішення інформаційно-довідкових задач;
- для вирішення задач бухгалтерського обліку;
- для вирішення задач статистичної обробки даних;
- для вирішення задач аналітичних розрахунків та ін.

### Класифікація АРМ залежить від
- сфери використання (наукова діяльність, проєктування, виробничо-технологічні процеси, менеджмент тощо);
- типу ЕОМ (електронно-обчислювальної машини: мікро-, міні-, макроЕОМ);
- режиму експлуатації (індивідуальний, груповий, мережевий);

### Основні ознаки АРМ
- доступність користувача до сукупності технічних, програмних, інформаційних засобів;
- розміщення обчислювальної техніки безпосередньо на робочому столі користувача;
- можливість створення та вдосконалення проєктів автоматизованої обробки даних у конкретній сфері діяльності;
- здійснення обробки даних самим користувачем.

## Структура АРМ
Структура та склад елементів будь-якого АРМ залежить від його призначення, складу розв'язуваних задач, структури програмного забезпечення, способу фіксації даних у первинних документах тощо.
- Функціональна частина АРМ є складовим компонентом його структури, яка визначає основні функції фахівця з персоналу, а також процес функціонування АРМ у часі, як процес взаємодії елементів, що забезпечують безперебійну роботу бухгалтера. Функціональна частина АРМ містить опис сукупності взаємопов'язаних завдань, які враховують усі види формалізованої діяльності працівника. Завдання — це частина функції управління, під якою розуміють алгоритм або сукупність алгоритмів — формування вихідних документів, які мають певне функціональне призначення в управлінні конкретним об'єктом.
- Забезпечуюча частина АРМ — це сукупність технічного та інформаційного забезпечення.
- Технічне забезпечення АРМ — це комплекс технічних засобів, побудований на основі персонального комп'ютера.

Застосування ПЕОМ докорінно змінює технологію та організацію процесів управління.
З використанням ПЕОМ упроваджуються нові ІТ управління персоналом, що ґрунтуються на організації АРМ фахівця з кадрової роботи.
- Інформаційне забезпечення АРМ — це сукупність засобів і методів побудови інформаційної бази (ІБ), що поділяється на позамашинне та внутрішньомашинне.

### Технологіяпроцесуна АРМ складається з такихетапів
1. збирання даних і введення їх у ПК;
2. створення ІБ;
3. оброблення інформації на ПЕОМ; видача результатної інформації;
4. зберігання інформації (в тому числі інформації минулих періодів).

### Типова структура АРМ
Типове АРМ містить:
- транслятори (інтерпретатори) різних мов програмування;
- засоби проєктування й обробки даних (редактори текстової, графічної інформації, табличні процесори, генератори вихідних форм);
- програми користувача (обробні, навчальні, СУБД тощо). Розв'язок задач за допомогою АРМ пов'язаний з пошуком необхідної інформації в Б Д, подальшою її обробкою за алгоритмами і видачею результатів на екран чи принтер.

## Принципи роботи АРМ
В основу організації системи управління персоналом з використанням АРМів мають бути покладені такі принципи:
- автоматизоване оброблення облікових даних у реальному часі безпосередньо на робочих місцях фахівців з праці;
- взаємодія фахівця з праці з ІС в діалоговому режимі;
- організація первинних документів на носіях, що читаються машиною;
- формування і видача результативної інформації в режимі запиту і необхідному для фахівця з праці обсязі.

## Функції АРМ
Основними функціями АРМ можуть бути:
- введення, нагромадження та зберігання інформації;
- її пошук за заданими ознаками;
- виконання прикладних програм оброблення інформації;
- видача результатів у потрібному вигляді;
- контроль усіх етапів оброблення інформації;
- автоматичне протоколювання робочих процесів;
- відображення інформації та результатів її оброблення на екрані ПЕОМ тощо.